# Vaccinium bigibbum
Vaccinium bigibbum är en ljungväxtart som beskrevs av J. J. Smith. Vaccinium bigibbum ingår i Blåbärssläktet, och familjen ljungväxter. Inga underarter finns listade i Catalogue of Life.